# 山本科学工具研究社
株式会社山本科学工具研究社（やまもとかがくこうぐけんきゅうしゃ、英: Yamamoto Scientific Tool Laboratory）は、日本の工具メーカー。ISO・JISの高精度硬さ基準検査の為の「硬さ基準片」を製造する世界唯一の企業である。

## 概要
ISO・JISにおける高精度硬さ検査の為にどの点を測定しても同じ数値が出る、3トンから10グラム以下の負荷に対応できる130種類の硬さ基準片を製造しており、事実上の世界基準となっている。また、ISO・JIS以外の各種工業的硬さ検査にも用いられ、国内シェアの95％を占めている。
代表取締役の山本卓は硬さ国際会議(IMEKO・TC5)の民間で唯一のメンバーである。

## 硬さ評価
硬さ基準片を用いた硬さ評価には硬さ記号を用いて計算を行う。試料に負荷をかけて生じた変形量(距離)を測定する為、力や時間、早さなどが硬さ基準の精度に関係する事となる。